# Mario Gutiérrez Ardaya
Mario Gutiérrez Ardaya, «Julio» (n. 22 de mayo de 1939, Sachojere, Bolivia; m. 26 de septiembre de 1967, Quebrada de Batán, Bolivia) fue un político y guerrillero boliviano que integró la Guerrilla de Ñancahuazú comandada por Ernesto Che Guevara en 1966-1967 en el sudeste de Bolivia. Murió en combate el 26 de septiembre de 1967.

## Biografía
Mario Gutiérrez Ardaya se inició en la lucha política a temprana edad.

### Guerrilla de Ñancahuazú y muerte
Luego de la fallida experiencia del Congo, el Che Guevara organizó un foco guerrillero en Bolivia, donde instaló a partir del 3 de noviembre de 1967, en una zona montañosa cercana a la ciudad de Santa Cruz, en una área que atraviesa el río estacional Ñancahuazú, afluente del importante río Grande (Bolivia).
El grupo guerrillero tomó el nombre de Ejército de Liberación Nacional (ELN) de Bolivia con secciones de apoyo en Argentina, Chile y Perú.
Gutiérrez Ardaya revistó en la columna de vanguardia comandada por Ernesto Guevara. Murió en el combate de la Quebrada de Batán, camino a La Higuera, el 26 de septiembre de 1967. Su cuerpo fue enterrado clandestinamente.
Pocas semanas después, el 9 de octubre, el Che Guevara moriría fusilado por órdenes del General René Barrientos Ortuño en La Higuera (Bolivia).
El cuerpo fue hallado el 11 de febrero de 1998, y reposan en el Memorial de Ernesto Guevara en Santa Clara, Cuba.